# Cauloramphus spiniferum
Cauloramphus spiniferum is een mosdiertjessoort uit de familie van de Calloporidae. De wetenschappelijke naam van de soort is voor het eerst geldig gepubliceerd in 1832 door Johnston.